# Рожае
Рожае (черног. Рожаје) — город в Черногории, административный центр муниципалитета Рожае. Расположен на северо-востоке страны. По данным 2023 года население составляло 13608 жителей.
Город находится близко к границе с Республикой Косово, с которой имеет регулярное автобусное сообщение (Печ, Приштина).

## Население
Рожае — центр одноимённого муниципалитета, который в 2003 году насчитывал 22693 жителя. В самом городе проживало 9121 человек.
Население Рожае:
- 3 марта 1981  — 7336
- 3 марта 1991  — 8828
- 1 ноября 2003  — 9121

Национальный состав:
- 1 ноября 2003 — славяне-мусульмане (91,86 %, из них бошняки — 83,15 %), сербы (2,67 %), черногорцы (2,53 %), албанцы (2,06 %)

## Города-побратимы
| - Болгария — Перник - Франция — Беттон - Швейцария — Пфеффикон - Северная Македония — Кавадарци - Турция — Кютахья - Турция — Байрампаша |